# سراپیون حکیمیان
سراپیون حکیمیان (ارمنی: Սրապիոն Հեքիմյան؛ انگلیسی: Srapion Hekimean زادهٔ ۷ مارس ۱۸۹۲ - درگذشته ۱۶ اوت ۱۸۳۲)، شاعر، نمایشنامه‌نویس، مترجم اهل ارمنستان بود.

## زندگی‌نامه
وی در ۱۶ اوت ۱۸۳۲ در کنستانتینوپل به دنیا آمد و از کالج موراد-رافائلیان در ونیز فارغ‌التحصیل شد. وی شعر و نمایشنامه، تقریباً منحصراً به زبان ارمنی کلاسیک می‌نوشت و نقش مهمی در تأسیس اولین تئاتر حرفه‌ای ارمنی در کنستانتینوپل ایفا کرد. وی در ۷ مارس ۱۸۹۲ در سن ۵۹ سالگی در کنستانتینوپل درگذشت.

## آثار
- (کنستانتینوپل، ۱۸۵۷) (اشعار و نمایش‌نامه)
- (کنستانتینوپل، ۱۸۶۴) (نمایش‌نامه)